# Utvärdering
Utvärdering eller evaluering är en noggrann efterhandsbedömning av en verksamhet och dess resultat. En definition av utvärdering är noggrann bedömning i efterhand av utfall, slutprestationer, förvaltning och beslutsinnehåll samt organisering av offentlig verksamhet, vilken tänkes spela roll i praktiska beslutssituationer. Utvärdering är vanligt förekommande i offentlig verksamhet och även i andra verksamheter. Statliga myndigheter som huvudsakligen sysselsätter sig med att utvärdera verksamheter, statliga insatser med mera är bland andra Riksrevisionen, Institutet för arbetsmarknads- och utbildningspolitisk utvärdering (IFAU) och Statens beredning för medicinsk och social utvärdering (SBU). SBU genomför utvärderingar av hälso- och sjukvårdens metoder (health technology assessment, HTA), vilket är ett vedertaget sätt att, med vetenskapliga metoder, undersöka nytta, risker och kostnader för olika metoder för diagnostik, behandling och rehabilitering. 

## Utvärderingsmodeller
Utvärderingsmodeller kan kategoriseras i följande grupper.
| Utvärderingsmodeller                                                                                  |
| --- |
| Mål-processmodeller 1.Kvalificerad uppföljning                                                        |
| Mål-resultatmodeller 1.Måluppfyllelsemodellen 2.Bieffektsmodellen                                     |
| Relevansmodeller 1.Probleminriktade modellen                                                          |
| Aktörsmodeller 1.Brukarorienterad utvärdering 2.Intressentmodellen 3.Kollegiebedömning-självvärdering |
| Ekonomiska modeller 1.Kostnadsmodellen 2.Produktivitetsmodellen 3.Effektivitetsmodellen               |

Måluppfyllelsemodellen, som kan sägas vara den klassiska mål-resultatmodellen, bedömer om effekterna av en intervention (till exempel ett program för att öka anställningsbarheten av personer som varit utanför arbetsmarknaden) är de effekter som avsågs att uppnås, uttryckta som mål som sattes upp innan interventionen påbörjades. I denna modell inkluderas också en bedömning av om resultaten av interventionen är orsakade av interventionens aktiviteter.  Måluppfyllelsemodellen har kritiserats från olika håll, bland annat för att effekter utanför målområdet förbises. Kritik riktas också mot att liten hänsyn tas till vilka mekanismer som ligger till grund för utfallet och i vilken kontext interventionen sker.

## Metoder för utvärdering
Kvantitativa eller kvalitativa metoder används i utvärderingar (se vetenskaplig metod). Vanliga metoder är statistiska multivariata analyser (kvantitativ metod) eller intervjuer (kvantitativ eller kvalitativ metod). Mer vanligt förekommande under det senaste decenniet är utvärderingar där både kvantitativa och kvalitativa metoder används (mixed method evaluations på engelska; finns ingen vedertagen översättning).
Vetenskaplig utvärdering på övergripande nivå sammanställer all publicerad och tillförlitlig forskning om nytta, risker och kostnader för olika åtgärder. I utvärderingen ingår då vanligen en eller flera systematiska litteraturöversikter. 